# Irondale (Geòrgia)
Irondale és una concentració de població designada pel cens dels Estats Units a l'estat de Geòrgia. Segons el cens del 2000 tenia 7.727 habitants.

## Demografia
Segons el cens del 2000, Irondale tenia 7.727 habitants, 2.543 habitatges, i 2.049 famílies. La densitat de població era de 932,3 habitants/km².
Dels 2.543 habitatges en un 50,9% hi vivien nens de menys de 18 anys, en un 57% hi vivien parelles casades, en un 18,4% dones solteres, i en un 19,4% no eren unitats familiars. En el 15,6% dels habitatges hi vivien persones soles l'1,6% de les quals corresponia a persones de 65 anys o més que vivien soles. El nombre mitjà de persones vivint en cada habitatge era de 3,04 i el nombre mitjà de persones que vivien en cada família era de 3,37.
Per edats la població es repartia de la següent manera: un 33,5% tenia menys de 18 anys, un 8,8% entre 18 i 24, un 38,3% entre 25 i 44, un 15,9% de 45 a 60 i un 3,5% 65 anys o més.
L'edat mediana era de 30 anys. Per cada 100 dones de 18 o més anys hi havia 85,5 homes.
La renda mediana per habitatge era de 49.386 $ i la renda mediana per família de 51.152 $. Els homes tenien una renda mediana de 35.967 $ mentre que les dones 27.577 $. La renda per capita de la població era de 18.186 $. Entorn del 7,2% de les famílies i el 8,8% de la població estaven per davall del llindar de pobresa.

## Poblacions més properes
El següent diagrama mostra les poblacions més properes.